# St.-Petri-Kirche (Westerstede)

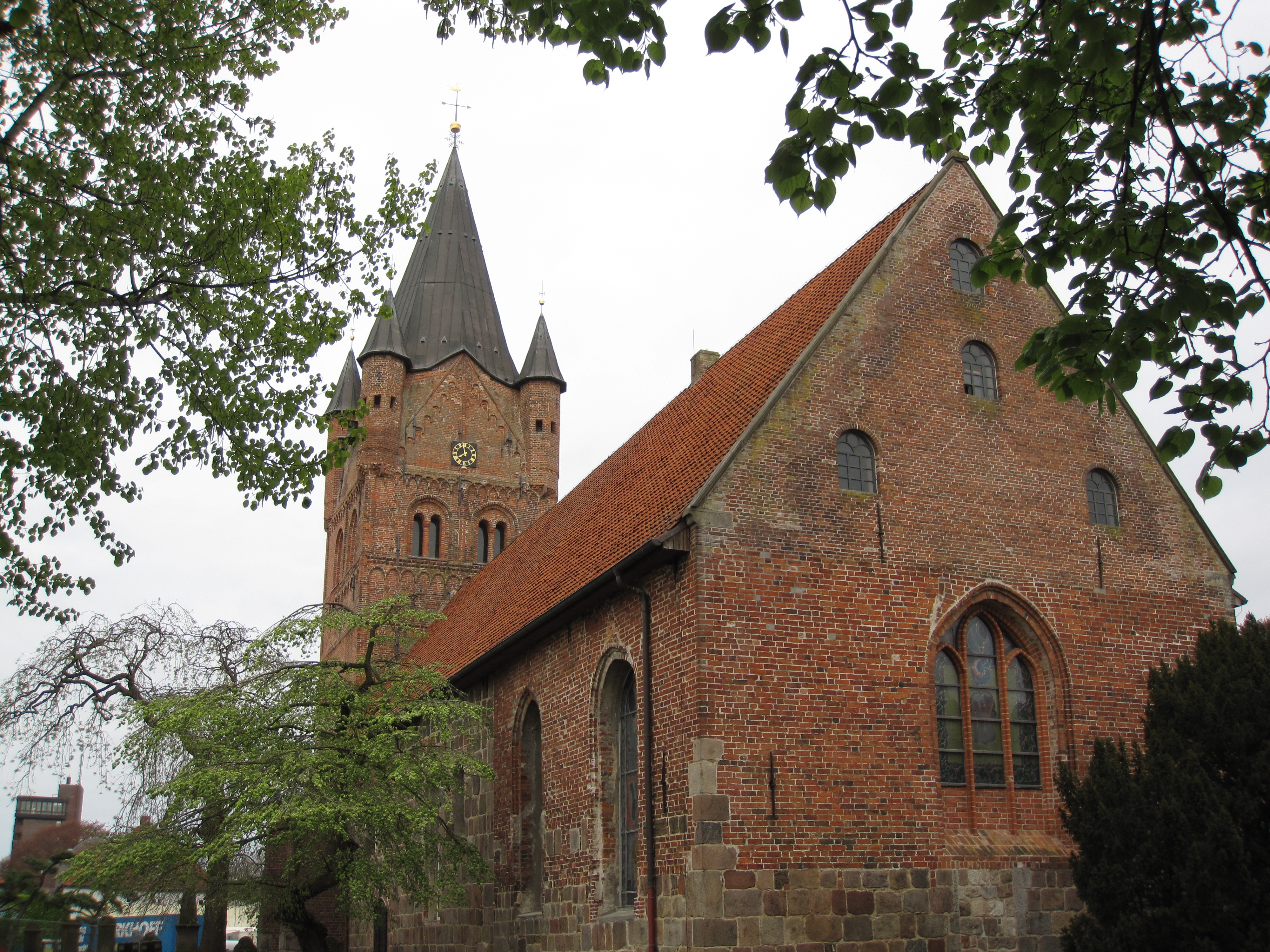
Die St.-Petri-Kirche in Westerstede

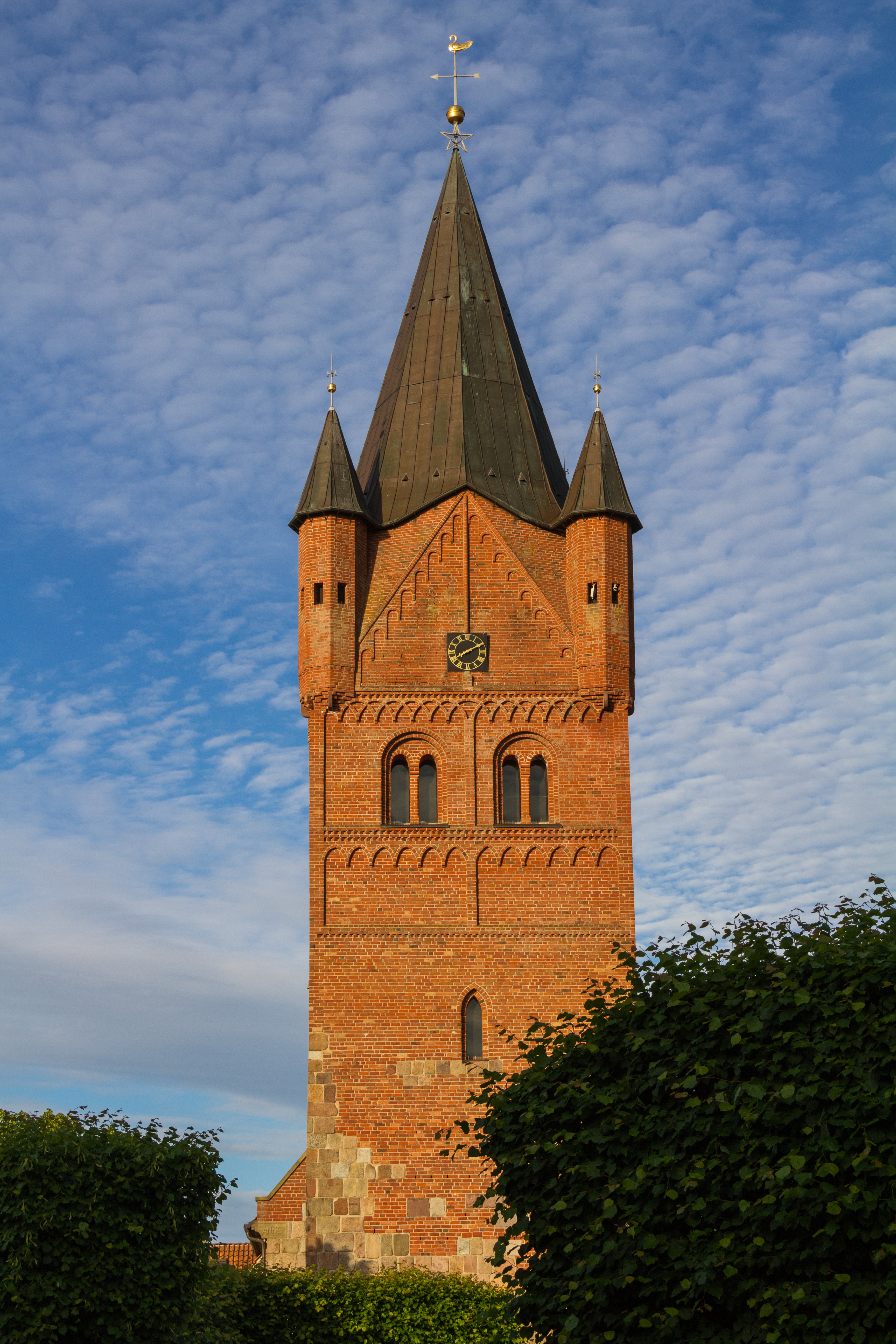
Ansicht vom Alten Marktplatz

Die St.-Petri-Kirche ist die größte Kirche von Westerstede, Ammerland, bei Oldenburg und das Wahrzeichen der Stadt.

## Geschichte
Die erste romanische Kirche wurde im Jahr 1123 von den Rittern von Fikensolt gestiftet. Die mit behauenen Feldsteinen errichtete Kirche hatte einen eingezogenen Chor mit einer halbrunden Apsis. 1232 wurde auf den gleichen Fundamenten der ersten romanischen Kirche eine neue Kirche gebaut. Diese Kirche wurde in Granitquaderbauweise errichtet. Zu Beginn gab es eine flache Holzbalkendecke, in die später ein Gewölbe eingearbeitet wurde. Im 13./14. Jahrhundert trug man den Chor und die Apsis ab und es entstand der jetzige Choranbau. Mit dieser Baumaßnahme hat man auch das Gewölbe im Langschiff erneuert. Das Untergeschoss des Westturmes wurde als Halle angelegt und ist begehbar.
Der zunächst eingeschossige Westturm wurde in der zweiten Hälfte des 13. Jahrhunderts um zwei Geschosse in Backsteinbauweise zu seiner jetzigen Monumentalform erhöht. Der Turmhelm war zunächst mit Ziegelsteinen gemauert und erhielt später ein Holzdach mit Kupferabdeckung. Der wuchtige, achteckige, unten gefaltete Spitzhelm trägt eine Kugel mit Kreuz und Schwan.
Die Läuteglocken hängen im abseits stehenden Glockenturm des Parallelmauertyps, dessen Erbauungszeit in baugeschichtlichen Abhandlungen in das 13. Jahrhundert gelegt ist. Die Aufstockung um ein weiteres Geschoss erfolgte wahrscheinlich im 15. Jahrhundert.
Erste reformatorische Anfänge im Ammerland sind ab 1524 nachweisbar. Der evangelische Pastor Johann Hechler aus Zwischenahn predigte um 1525 auch in Westerstede. Aber erst in den 1570er Jahren wechselte die Gemeinde St. Petri zum evangelischen Bekenntnis. Als erster Pastor des neuen Glaubens wird 1579 Hero Friedrich genannt.
Die beiden Glocken, die als Schlagwerk für die Turmuhr dienen, wurden 1604 von Sebald Groning von Erfurt und 1728 von Hendrik Kemper gegossenen und hängen außen an der Südseite des Westturms. Die zwischen den Turmscheiben des Glockenstuhls hängenden Glocken stammen aus den Jahren 1626 von einem unbekannten Wandergießer und 1794 von Hinricus und Alexius Petit II. Beide Glocken sind aus Umgüssen entstanden.
Im 19. Jahrhundert gab es noch kleinere Anbauten. In den Jahren 1955 und 1956 wurde die Kirche grundrenoviert und innen umgestaltet. Der Chorraum wurde freigelegt und erhöht. An der Nordseite wurden Wandmalereien aus dem 15. Jahrhundert freigelegt. 1979 musste der Westturm aufwändig stabilisiert werden. Die äußeren Granitquaderwände wurden abgetragen, neu vermauert und mit der rückwärtigen Schale kraftschlüssig verbunden.

## Architektur
Die St.-Petri-Kirche ist eine evangelisch-lutherische Kirche im romanischen, teilweise aber auch im gotischen Baustil. Sie hat einen 46 Meter hohen Kirchturm und ein Kirchenschiff mit Chor. Der Turm ist mit rötlichem Backstein gemauert, der untere Teil besteht aus Granitquadern. Am Spitzdach des Turms befinden sich vier kleine Ecktürme, ebenfalls mit Spitzdächern. Ein Glockenturm neben der Kirche hat zwar drei Torbögen, kann aber aufgrund der Lage kein Eingangstor gewesen sein.

## Ausstattung
Der Passionsaltar mit seinen zwölf Seitentafeln und den beiden Haupttafeln ist zu Beginn des 15. Jahrhunderts entstanden. Die Bemalung ist zum Teil zeitgenössisch und aus dem 16. Jahrhundert.
Die Triumphkreuzgruppe, 1996 zusammengestellt, zeigt links Maria, rechts Johannes und in der Mitte Christus am Kreuz. Die Figuren Maria und Johannes sind Nachbildungen von den Originalen aus dem 15. Jahrhundert, die sich im Landesmuseum Oldenburg befinden.
Die Taufe aus dem Jahr 1648 ist eine Stiftung einer ammerländer Familie.
An der Ostwand des Chorraumes sind Reste einer Freskenmalerei zu sehen. Es handelt sich augenscheinlich um die eher seltene Darstellung des Volto santo von Lucca, Italien. Man spricht auch von der Darstellung der Kümmernis oder Wilgefortis (ausgehendes 14. Jahrhundert).
Ein monumentales Ölgemälde von Spanman Bremae 1772 stellt das Jüngste Gericht dar.

## Orgel

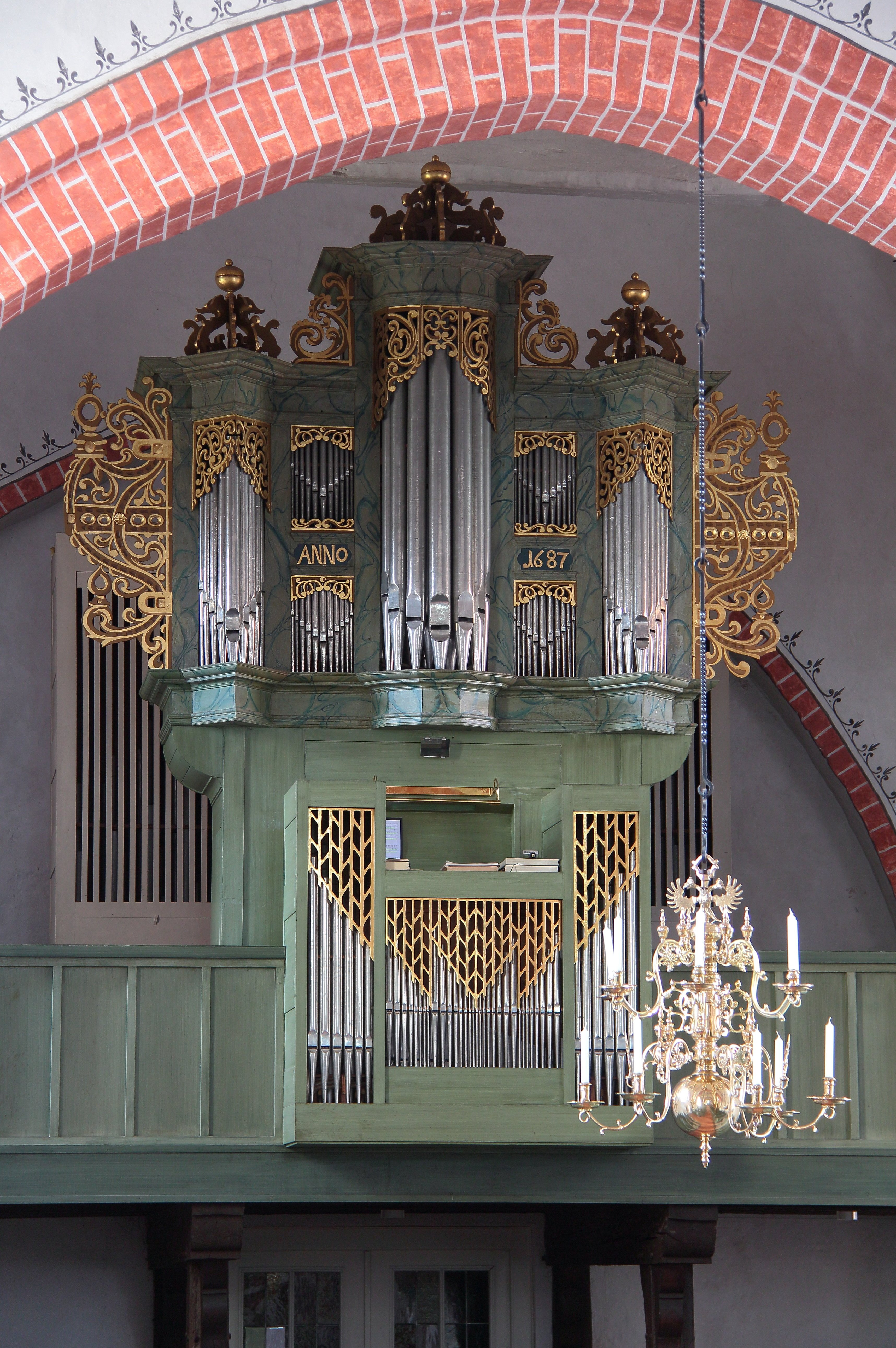
Kayser-Ahrend-Orgel

Joachim Kayser schuf 1687 eine Orgel mit 22 Registern, von der nur noch der Prospekt des Hauptwerks mit dem originalen Praestant erhalten ist. Im Jahr 1972 rekonstruierten Jürgen Ahrend und Gerhard Brunzema die Orgel nach dem historischen Klangkonzept der norddeutschen Barockorgel. Es war das letzte Gemeinschaftsprojekt der beiden Orgelbauer. Das neue Rückpositiv wurde nicht historisierend nachgebaut, sondern ist als spätere Ergänzung erkennbar – mit Registerzügen an seiner Rückwand. Das Instrument mit Schleifladen und mechanischer Spiel- sowie Registertraktur hat 22 Register auf zwei Manualen und Pedal und ist mit einem Gesamttremulanten ausgestattet. Seine Disposition lautet:
| I Hauptwerk C–f3 |                |       |
| 1.               | Praestant      | 8′    |
| 2.               | Rohrflöte      | 8′    |
| 3.               | Oktave         | 4′    |
| 4.               | Spitzflöte     | 4′    |
| 5.               | Quinte         | 2 ⁄3′ |
| 6.               | Oktave         | 2′    |
| 7.               | Mixtur III–IV0 |       |
| 8.               | Trompete       | 8′    |

| II Rückpositiv C–f3 |                  |    |
| 9.                  | Gedackt          | 8′ |
| 10.                 | Praestant        | 4′ |
| 11.                 | Rohrflöte        | 4′ |
| 12.                 | Oktave           | 2′ |
| 13.                 | Waldflöte        | 2′ |
| 14.                 | Sesquialtera II0 |    |
| 15.                 | Scharf II–III    |    |
| 16.                 | Dulzian          | 8′ |

| Pedal C–f1 |           |     |
| 17.        | Subbass   | 16′ |
| 18.        | Oktave    | 8′  |
| 19.        | Oktave    | 4′  |
| 20.        | Flöte     | 2′  |
| 21.        | Fagott    | 16′ |
| 22.        | Trompete0 | 8′  |

- Koppeln: Normalkoppeln II/I (Schiebekoppel), I/P
- Spielhilfen: Tremulant aufs ganze Werk